# سیارک ۲۱۵۰۱
سیارک ۲۱۵۰۱ (به انگلیسی: 21501 Acevedo، نامگذاری:1998KC8) بیست و یک هزار و پانصد و یکمین سیارک کشف شده‌است که در ۲۳ مه ۱۹۹۸ کشف شد.
قدر مطلق سیارک برابر ۱۱.۷ است.